# La Maison des lions
La Maison des lions è un cortometraggio muto del 1912 scritto e diretto da Louis Feuillade.

## Trama
Durante un ricevimento alla moda, i leoni fuggono da uno zoo privato.

## Produzione
Il film fu prodotto dalla Société des Etablissements L. Gaumont.

## Distribuzione
Distribuito dalla Société des Etablissements L. Gaumont, il film - un cortometraggio di 272 metri - uscì nelle sale cinematografiche francesi il 5 aprile 1912.